# Gustav-Wilhelm Bathke
Gustav-Wilhelm Bathke (* 24. Juni 1945) ist ein deutscher Erziehungswissenschaftler, Bildungssoziologe und Hochschullehrer.

## Leben und Wirken
Gustav-Wilhelm Bathke absolvierte von 1964 bis 1968 ein Lehrerstudium an der Friedrich-Schiller-Universität Jena, das er mit dem Staatsexamen abschloss. Von 1968 bis 1978 war er Aspirant und Wissenschaftlicher Assistent im Wissenschaftsbereich Hochschulpädagogik der Sektion Erziehungswissenschaft. 1976 wurde er zum Dr. paed. promoviert.
Von 1978 bis 1990 arbeitete er in der Abteilung Studentenforschung am Zentralinstitut für Jugendforschung in Leipzig und war 1990 Abteilungsleiter. 1985 erfolgte an der Akademie für Gesellschaftswissenschaften die Promotion B zum Dr. sc. phil. mit der Arbeit Sozialstrukturelle Herkunftsbedingungen und Persönlichkeitsentwicklung von Hochschulstudenten. Theoretisch-empirische Studie. 1988 wurde er Honorardozent für Hochschulpädagogik an der Karl-Marx-Universität Leipzig.
Nach der Auflösung des Zentralinstituts für Jugendforschung wurde er 1991 Leiter der Außenstelle des Hochschul-Informations-Systems Hannover an der Universität Leipzig.
Seit 1995 war er Wissenschaftlicher Mitarbeiter und Privatdozent im Fachbereich Erziehungswissenschaften am Institut für Pädagogik der Martin-Luther-Universität Halle-Wittenberg. 2000 erhielt er eine außerplanmäßige Professur.
Gustav-Wilhelm Bathke ist Mitherausgeber der Zeitschrift Das Hochschulwesen, Vorsitzender der Gesellschaft für Jugend- und Sozialforschung in Leipzig und Gründungsmitglied des Vereins „Institut für Hochschulforschung“ an der Martin-Luther-Universität Halle-Wittenberg.
Gustav-Wilhelm Bathke ist seit 2007 Mitglied der AG „Klassen- und Gesellschaftsanalyse“ bei der Leibniz-Sozietät der Wissenschaften zu Berlin. 2008 wurde er zum Mitglied der Sozietät gewählt.

## Schriften
- Sozialstrukturelle Herkunftsbedingungen und Persönlichkeitsentwicklung von Hochschulstudenten. Theoretisch-empirische Studie. Dissertation B. Akademie für Gesellschaftswissenschaften, Institut für Soziologie, Berlin, Leipzig 1985.
- Studium und FDJ-Gruppen. Zentralinstitut für Hochschulbildung, Berlin 1987.
- Psychische Entwicklung der Persönlichkeit im Kindes- und Jugendalter. Volk und Wissen, Berlin 1987
- mit Karl-Heinz Minks: Berufliche Integration und Weiterbildung von jungen Akademikern aus den neuen Ländern. Hochschul-Informations-System, Hannover 1992, ISBN 3-922901-81-6.
- Berufseinmündung und berufliche Orientierungen von Hochschulabsolventinnen. Hochschul-Informations-System, Hannover 1992.
- mit Karl-Heinz Minks: Berufliche Integration und Weiterbildung von jungen Akademikern aus den neuen Ländern. Hochschul-Informations-System, Hannover 1993.
- mit Karl-Heinz Minks: Berufliche Integration und Weiterbildung von Ingenieurinnen der neuen Länder. Hochschul-Informations-System, Hannover 1993.
- mit Karl-Heinz Minks: Berufliche Befindlichkeit von Ingenieurinnen in den neuen Ländern. Hochschul-Informations-System, Hannover 1993.
- mit Karl-Heinz Minks: Absolventenreport Bauingenieure. Bundesministerium für Bildung und Wissenschaft, Referat Öffentlichkeitsarbeit, Bonn 1993.
- Soziale Herkunft von deutschen Studienanfängern aus den alten und neuen Ländern an den Hochschulen im Wintersemester 1992/93. Hochschul-Informations-System, Hannover 1993.
- mit Karl-Heinz Minks, Bastian Filaretow: Absolventenreport Informatik. Bundesministerium für Bildung und Wissenschaft, Referat Öffentlichkeitsarbeit, Bonn 1993.
- mit Karl-Heinz Minks: Absolventenreport Medizin. Bundesministerium für Bildung und Wissenschaft, Referat Öffentlichkeitsarbeit, Bonn 1995.
- mit Karl-Heinz Minks: Absolventenreport Rechtswissenschaft. Bundesministerium für Bildung und Wissenschaft, Referat Öffentlichkeitsarbeit, Bonn 1995.
- Soziale Herkunft deutscher Studienanfänger – Entwicklungstrends der 90er Jahre. Hochschul-Informations-System, Hannover 2000, ISBN 3-7799-1210-4.
- mit Thomas Olk, Birger Hartnuß: Jugendhilfe und Schule. Empirische Befunde und theoretische Reflexionen zur Schulsozialarbeit. Juventa, Weinheim 2000, ISBN 3-7799-1210-4.
- mit Hansgünter Meyer (Hrsg.): Helmut Steiner: Klassengesellschaft im Umbruch. Soziale Mobilitätsprozesse in der DDR-Gesellschaft. Edition Sigma, Berlin 2010, ISBN 978-3-8360-3577-4.
- (Mitherausgeber): Innenansichten der Transformation. 25 Jahre Sächsische Längsschnittstudie (1987–2012). Prof. Dr. Peter Förster zum 80. Geburtstag gewidmet. Psychosozial-Verlag, Gießen 2012, ISBN 978-3-8379-2227-1.